# Little Grant
Die Town of Little Grant ist eine von 33 Towns im Grant County im US-amerikanischen Bundesstaat Wisconsin. Im Jahr 2010 hatte Little Grant 283 Einwohner.
Town hat in Wisconsin eine grundlegend andere Bedeutung, als im übrigen englischsprachigen Bereich. Vielmehr entspricht sie den in den anderen US-Bundesstaaten üblichen Townships, die nach dem County die nächstkleinere Verwaltungseinheit bilden.

## Geografie
Die Town of Little Grant liegt im Südwesten Wisconsins, rund 15 km östlich des Mississippi und ebenfalls rund 15 km südöstlich des Wisconsin River.
Die geografischen Koordinaten des Zentrums der Town of Little Grant sind 42°54′14″ nördlicher Breite und 90°50′21″ westlicher Länge. Sie erstreckt sich über eine Fläche von 93,3 km². 
Die Town of Little Grant liegt im nordwestlichen Zentrum des Grant County und grenzt an folgende Nachbartowns:
|                                         | Town of Mount Hope                          | Town of Mount Ida       |
| Town of Patch Grove Town of Bloomington | Kompassrose, die auf Nachbargemeinden zeigt | Town of North Lancaster |
|                                         | Town of Beetown                             | Town of South Lancaster |

## Verkehr
Die County Highways A und J laufen auf dem Gebiet der Town of Little Grant zusammen. Alle weiteren Straßen sind untergeordnete Landstraßen,  teils unbefestigte Fahrwege sowie innerörtliche Verbindungsstraßen.
Mit dem Cassville Municipal Airport befindet sich rund 35 km südwestlich ein kleiner Flugplatz. Der nächste größere Flughafen ist der Dane County Regional Airport in Wisconsins Hauptstadt Madison (160 km östlich).

## Bevölkerung
Nach der Volkszählung im Jahr 2010 lebten in der Town of Little Grant 283 in 102 Haushalten. Die Bevölkerungsdichte betrug 3 Einwohner pro Quadratkilometer. In den 102 Haushalten lebten statistisch je 2,77 Personen. 
Ethnisch betrachtet setzte sich die Bevölkerung zusammen aus 96,8 Prozent Weißen, 0,4 Prozent (eine Person) amerikanischen Ureinwohnern, 0,4 Prozent Asiaten sowie 2,1 Prozent aus anderen ethnischen Gruppen; 0,4 Prozent stammten von zwei oder mehr Ethnien ab. Unabhängig von der ethnischen Zugehörigkeit waren 2,1 Prozent der Bevölkerung spanischer oder lateinamerikanischer Abstammung. 
29,0 Prozent der Bevölkerung waren unter 18 Jahre alt, 61,5 Prozent waren zwischen 18 und 64 und 9,5 Prozent waren 65 Jahre oder älter. 46,3 Prozent der Bevölkerung war weiblich.
Das mittlere jährliche Einkommen eines Haushalts lag bei 53.000 USD. Das Pro-Kopf-Einkommen betrug 25.304 USD. 22,4 Prozent der Einwohner lebten unterhalb der Armutsgrenze.

## Ortschaften in der Town of Little Grant
Auf dem Gebiet der Town of Little Grant befinden sich neben Streubesiedlung keine weiteren Siedlungen.  